# Лавровка (Воронежская область)
Лавровка — село в Грибановском районе Воронежской области.
Входит в состав Листопадовского сельского поселения.

## География

### Улицы
- ул. Центральная.

## Население
| 1859 | 2010 |
| ---- | ---- |
| 328  | ↘142 |